# RGB

När RGB-modellens primärfärger rött, grönt och blått blandas i full styrka får man sekundärfärgerna cyan, magenta och gult. En blandning av alla färger ger vitt.

RGB är en förkortning för färgerna rött, grönt och blått, vilka används som grundfärger i additiv färgblandning. Beroende på vilken röd, grön respektive blå färg man väljer kan man skapa olika RGB-färgrymder, varav sRGB är den absolut vanligaste. 

## Användning
RGB och additiv färgblandning används i blandning av emitterat ljus, som i bildskärmar, katodstrålerör och strålkastarljus. En praktisk användning av additiv färgblandning är så kallade HTML-färger ("webb-färger"), där färgerna enligt RGB anges som ett hexadecimalt tal i stället för decimalt.

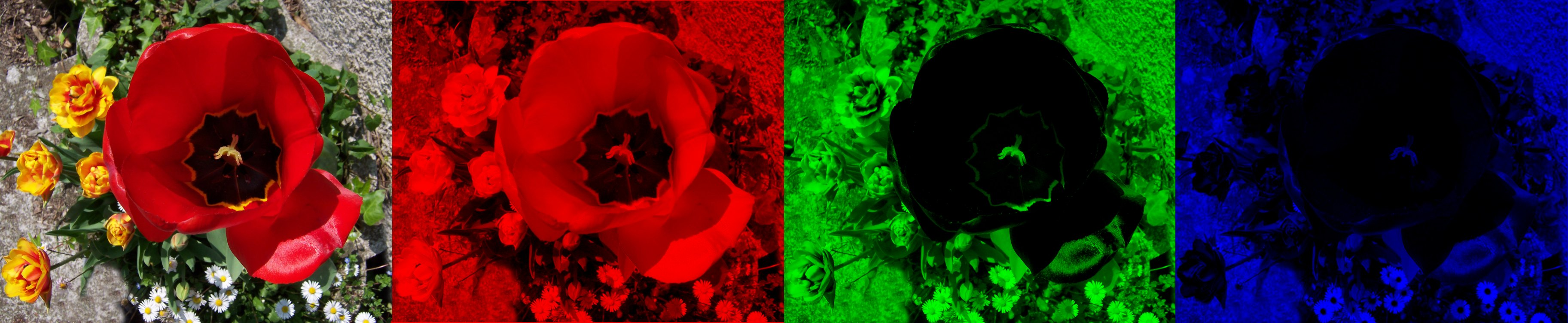
RGB:färger i en bild.

## RGBA
RGBA står för rött, grönt, blått och alfa. Då ingår i varje bildpunkt också ett alfavärde som anger graden av genomskinlighet (transparens).

## RGB och CMYK
Om man vill skriva ut eller trycka en bild skapad utifrån datorns RGB-format, måste den först omarbetas från systemet med additiv färgblandning till ett CMYK-format, som med grundfärgerna cyan, magenta och gul, plus svart för ökad svärta, kan hantera subtraktiv färgblandning. Det sker ofta automatiskt genom skrivarens mjukvara, men för vissa tryckarbeten bör man själv först omarbeta sin RGB-bild till en färdig CMYK-bildfil.